# 렉 루이스

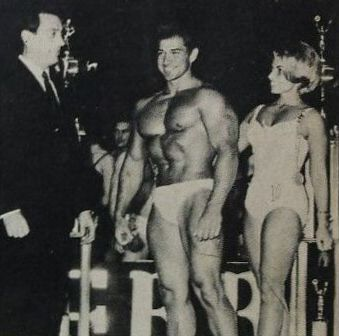

렉 루이스(Reg Lewis, 1936년 1월 23일 ~ )는 미국의 영화배우이다.
프리몬트에서 태어났다.

## 영화
- 코난 마시스테 (1962년)